# Hyporhicnoda
Hyporhicnoda es un género de insectos blatodeos (cucarachas) de la familia Blaberidae, subfamilia Blaberinae.
Seis especies pertenecen a este género:
- Hyporhicnoda carinata (Biolley, 1900)
- Hyporhicnoda humilior Hebard, 1933
- Hyporhicnoda litomorpha Hebard, 1921
- Hyporhicnoda metae Hebard, 1921
- Hyporhicnoda reflexa (Saussure & Zehntner, 1893)
- Hyporhicnoda ultima Grandcolas, 1993

## Distribución geográfica
Se pueden encontrar, según especies, en Costa Rica, Colombia, Nicaragua, México y Panamá.